# 笑福亭嬌太
笑福亭 嬌太（しょうふくてい きょうた、1982年10月14日 - ）は、上方落語協会に所属する落語家。笑福亭仁嬌門下。本名は高津 修司。

## 経歴
2010年10月1日、笑福亭仁嬌に入門。吉本興業所属を経てフリー。

## 人物
幼少時より容姿へのコンプレックスが強く、極度の対人恐怖症である。
学生時の壮絶ないじめが原因でパニック障害を発症し、高校卒業後ひきこもり生活となる。
村田沙耶香の作品のファンであり、その生き方にも感銘を受け、著者と同じく本業とコンビニとの両立を続けていた。
2020年、自身の10周年を機に吉本興業を退所し、笑福亭仁鶴一門で初のフリーとなる。